# Tarasivka, Vilneansk
Tarasivka (în ucraineană Тарасівка) este un sat în comuna Dniprovka din raionul Vilneansk, regiunea Zaporijjea, Ucraina.

## Demografie
Componența lingvistică a localității Tarasivka
     Ucraineană (96%)
     Rusă (4%)
Conform recensământului din 2001, majoritatea populației localității Tarasivka era vorbitoare de ucraineană (96%), existând în minoritate și vorbitori de rusă (4%).